# 安妮女王 (西雅图)
安妮女王（英語：Queen Anne）是美国华盛顿州西雅图的一个地区，位于市区的西北。该社区坐落在同名的小山丘上，最高处有456英尺（139），占地约7.3平方（2.8平方英里），人口大约28,000。社区较为富裕。安妮女王南边是西雅图的贝尔镇，东边是联合湖，北边以华盛顿湖船舶运河为界，西边紧邻因特湾。西雅图早期经济文化精英在该区域修筑他们的府邸，如今也是较为富裕的区域。著名的太空针塔位于该区域。此外，由于地处山丘，该地区的凯里公园成为了游客拍摄西雅图市区天际线的最热门地点之一。